# Skalník plstnatý
Skalník plstnatý (Cotoneaster tomentosus) je druh opadavého keře z čeledi růžovitých. Je rozšířen v Evropě, především v jižních a východních Alpách, na Balkáně a ve východním Středomoří. V České republice se nevyskytuje, nejblíže roste na Slovensku.

## Popis

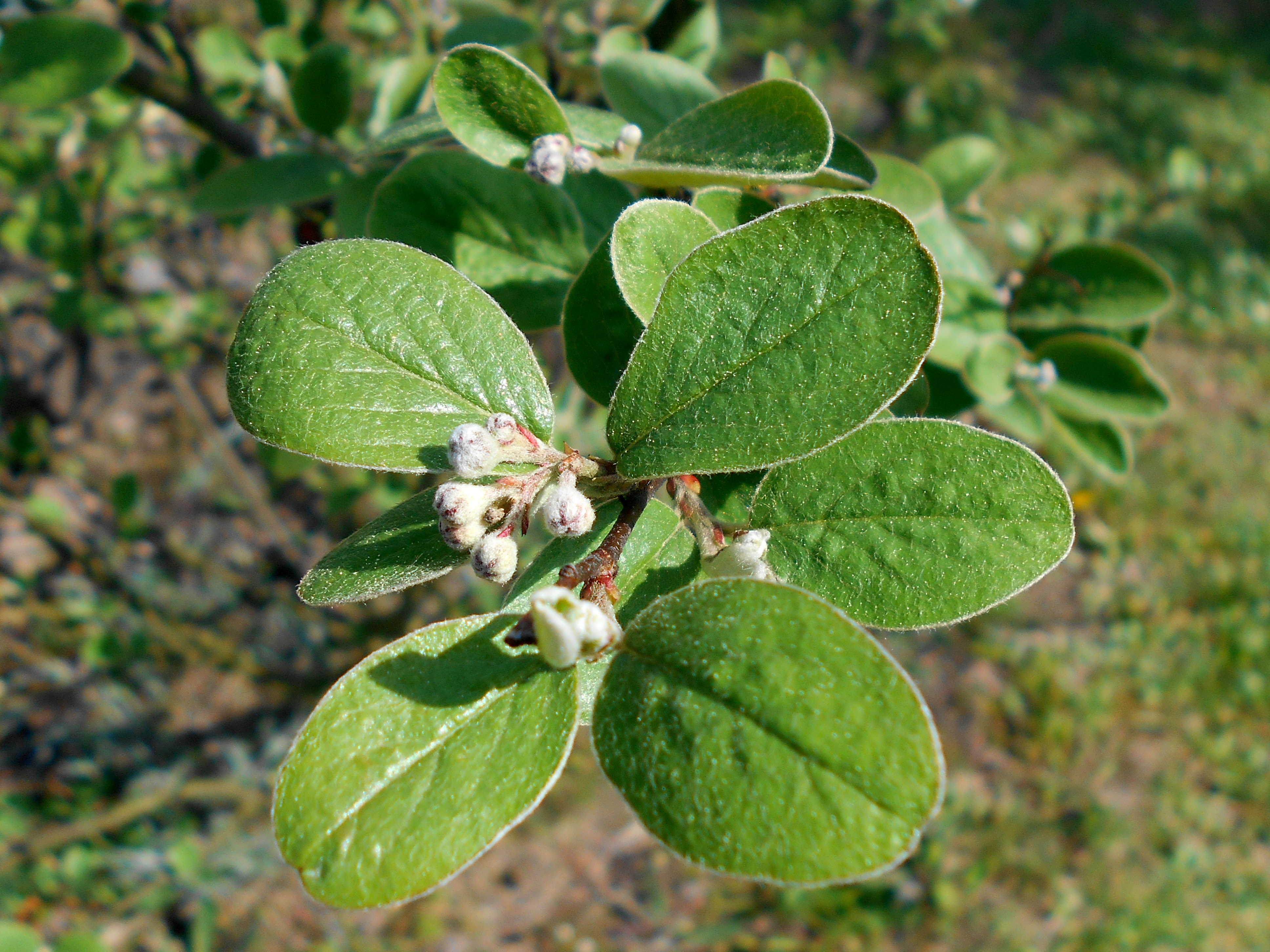
Letorost před rozkvětem

Roste obvykle jako vzpřímený nebo méně či více rozložitý keř, dosahující výšky obvykle 1 až 2, zřídka až 3 metry. Kůra větviček je tmavě hnědá, letorosty jsou hustě plstnaté. Listy jsou střídavé, krátce řapíkaté; jednoduchá, matně zelená listová čepel je vejčitá až široce eliptická, dlouhá 2 až 7 cm a široká 2 až 5 cm. Horní strana listu není nikdy lysá a spodní strana je zelená až bíle plstnatá.
Tři až dvanáct květů stojí pohromadě v převislých květenstvích. Oboupohlavné květy jsou pětičetné; kalich je silně plstnatě chlupatý a formuje češuli. Pět volných korunních lístků je až 3 milimetry dlouhých, světle růžových až téměř bílých, vzpřímených. Pestíků je tři až pět. Keř kvete od května do června, opylován je hmyzem. Plody jsou kulaté malvice o průměru 7 až 8 mm, ve zralosti cihlově červené, hustě plstnatě chlupaté a obsahují obvykle tři, výjimečně až pět semen.
Patří mezi polyploidní skalníky, s počtem chromozomů 2n = 68 (tetraploid), ale též 51 (triploid) či 85 (pentaploid).

## Ekologie a rozšíření

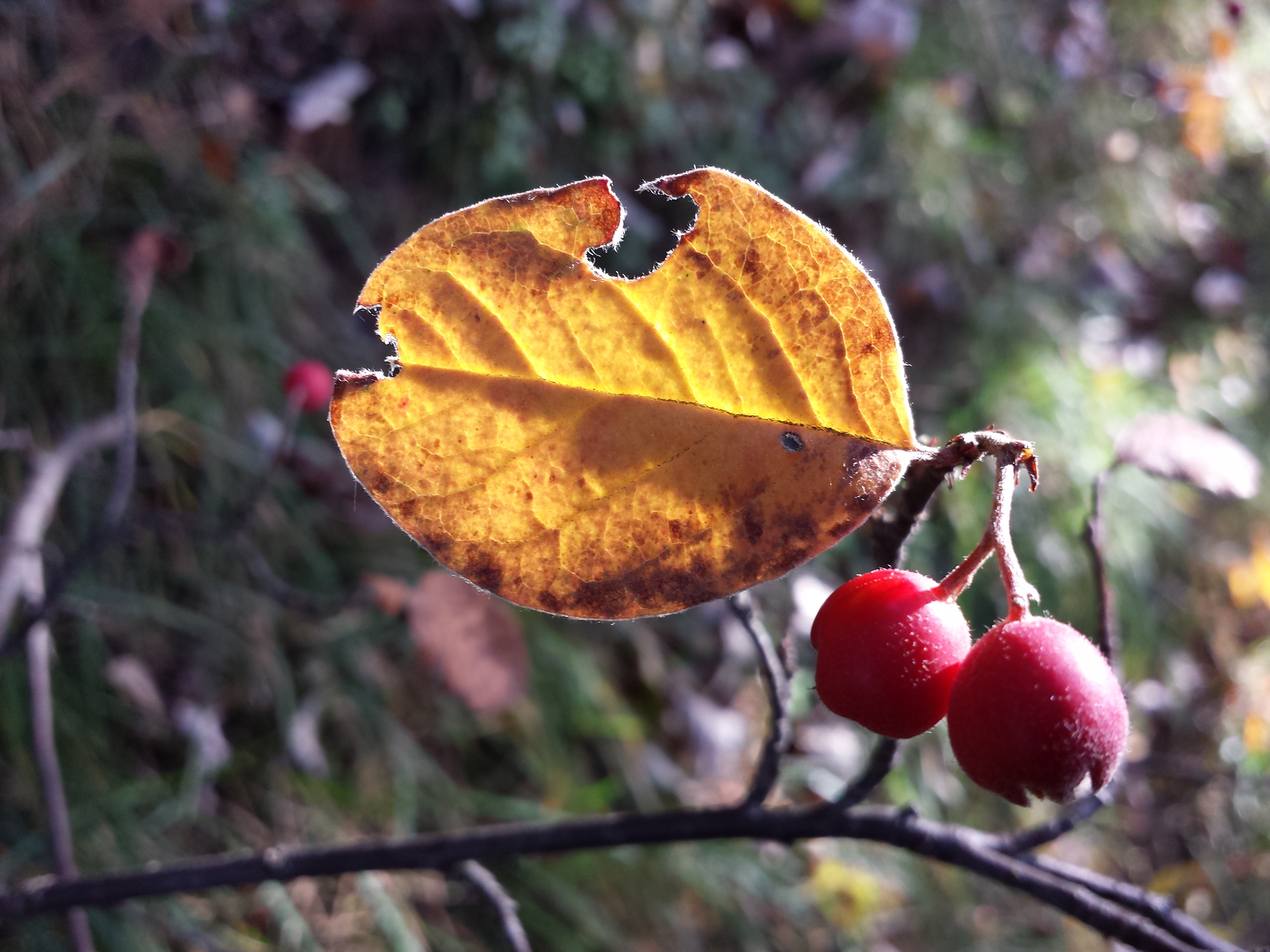
Zralé plody a podzimní listy

Vyskytuje se v hornatých oblastech Evropy od severního Španělska v Pyrenejích, ve Francii a Itálii v Alpách, v Juře, v jižním Německu, v jihovýchodní Evropě až po Řecko a v Karpatech. Ve střední Evropě se vyskytuje vzácně a obvykle jen v malých populacích v Juře, na Vysokém Rýně, v Kaiserstuhlu, ve Vogézách, v alpském podhůří a ve Vápencových Alpách; nejblíže Česku roste ve slovenských Západních Karpatech (Strážovské vrchy, Muráňská planina, Slovenský ráj, Fatra, Nízké Tatry a Belianské Tatry). Roste též v Malé Asii a na Kavkaze.
Pro svůj zdárný růst vyžaduje vápenité nebo alespoň zásadité, mělké, kypré, a proto často kamenité hlinité nebo jílovité půdy, ale občas se mu daří i na žule. Potřebuje především dostatek světla, letní teplo a sucho, proto roste na slunných místech v okrajích křovin a suchých lesů. V Alpách téměř nikdy nevystoupá do nadmořské výšky nad 2000 metrů. Daří se mu na křovinatých stráních, zejména v bazifilních skalních křovinách (asociace Cotoneastro-Amelanchieretum), ale také ve světlých a řídkých teplomilných doubravách a suchých bazifilních borech.

## Význam
Zřídka se pěstuje jako skalnička a pro zpevnění svahů.